# كولن بيل (فلاح)
كولن بيل (بالإنجليزية: Colin Bell)‏ هو فلاح أسترالي، ولد في 18 مايو 1941 في بانباري في أستراليا.